# Musa thomsonii
Musa thomsonii là một loài thực vật có hoa trong họ Musaceae. Loài này được (King ex Baker) A.M.Cowan & Cowan miêu tả khoa học đầu tiên năm 1929.